# Лозовый (Приморский край)
Лозо́вый — упразднённый посёлок Приморского края Российской федерации. Находится на территории Партизанского городского округа как квартал города Партизанск; не является самостоятельным населённым пунктом.
Лозовый возник при железнодорожной станции Лозовый во время строительства Партизанской ГРЭС. Недалеко располагается ручей Лозовый ключ. Название дано горным инженером Д. Л. Ивановым потому, что по берегам в изобилии росла «лоза» — ива.

## География
Посёлок Лозовый стоит на малых реках, правых притоках реки Партизанская.
Расстояние до Партизанска (на север) около 5 км.

## Инфраструктура
В посёлке есть Дом культуры Лозовый.
Так же есть станция ГРЭС которая обеспечивает весь посёлок и город Партизанск. Стадион Энергетик, и спортивный комплекс.
Школа номер 24. Больницы терапевтического и детских отделений.
В посёлке существует гребная база, являющаяся единственным приемлемым для профессиональных тренировок по гребле местом в Приморском крае. Часто проходят соревнования от местного уровня до уровня чемпионата края.

### Достопримечательность
Озеро Тёплое, богатая тайга, сопки, гостиница. Недалеко от посёлка есть Ворошиловские водопады. Это небольшие каскадики падающе-текущей воды на речке Ворошиловка, пробивающей себе дорогу в скальном грунте. Летом это отличное место для рыбалки и семейного отдыха. Основной водопад разливается на большом плоском плато и падает вниз эффектными каскадами в огромный живописный бассейн глубиной около 6 метров. Рядом — поляна, просто созданная для спокойного отдыха. Неподалёку от водопада есть ещё одна достопримечательность — могучий древний риф Чандалаз. Ему уже 250 миллионов лет.

## Транспорт
На юг от пос. Лозовый идёт автодорога к населённым пунктам г. Находка, г. Владивосток, Партизанского района: селу Новая Сила, железнодорожному разъезду 151 км, пос. Боец Кузнецов, селу Екатериновка.